# Oatlands (Tasmania)
Oatlands – miasto w Australii, na Tasmanii.